# Stefan Niemierowski
Stefan Niemierowski (ur. 19 lutego 1958 w Łodzi) – polski aktor. W 1982 ukończył studia na Wydziale Aktorskim PWSFTviT w Łodzi.

## Filmografia
- 1968: Dzieci z naszej szkoły (odcinek 8)
- 1971: Samochodzik i templariusze – harcerz „Doktorek” (w czołówce przez pomyłkę Niemirowski)
- 1983: Kartka z podróży
- 1984: Przyspieszenie